# Grupo BeOne Serviocio
El Grupo Beone Serviocio es un conglomerado empresarial dedicado a la construcción, gestión y explotación de instalaciones deportivas, tanto del sector público, a través de concesiones administrativas, como del sector privado.
Fundado en 1993, cuenta con su sede corporativa en la localidad coruñesa de Carballo, Galicia. También posee oficinas administrativas en la localidad madrileña de Boadilla del Monte, que se encuentran dentro de la instalación de BeOne Boadilla.
El Grupo BeOne Serviocio es uno de los operadores nacionales del sector fitness. Suma un total de 36 centros deportivos y más de 1.200 trabajadores.

## Servicios
BeOne gestiona instalaciones deportivas en 10 provincias de España: La Coruña, Cantabria, Granada, Málaga, Madrid, Lugo, Orense, Pontevedra, Guipúzcoa, Segovia y Valencia.
Los centros deportivos cuentan, en general, con sala fitness, piscina, spa, pistas de pádel, servicio de actividades dirigidas, fitness acuático, nutrición y entrenamiento personal. Los servicios disponibles en cada centro suelen variar. Además también dispone de servicios orientados a familias, tales como ludoteca, actividades familiares y campamentos.

## Historia

### 7 de abril de 1993
Nace la empresa Serviocio, Cultura, Deporte y Recreación S.L. y se realizan los primeros contratos de prestación de servicios de gestión deportiva.
En 1994 abre su primer centro en Ferrol, en régimen de concesión pública, dando origen al sistema operativo de gestión propia de Serviocio.

### 1998-2002
En estos años, el Grupo Serviocio se hace con la gestión de un total de 12 centros deportivos, algunos de ellos fuera de Galicia. Logra implantar el Proyecto Técnico de Actividades acuáticas propias, un sistema de gestión seguido por las empresas del sector.

### 2003-2013
Durante este periodo, Serviocio consigue la gestión de 28 instalaciones deportivas, con 800 trabajadores en plantilla y con la incorporación de inversores para impulsar nuevos modelos de negocio: ATLAS CAPITAL.

### 2014-2019

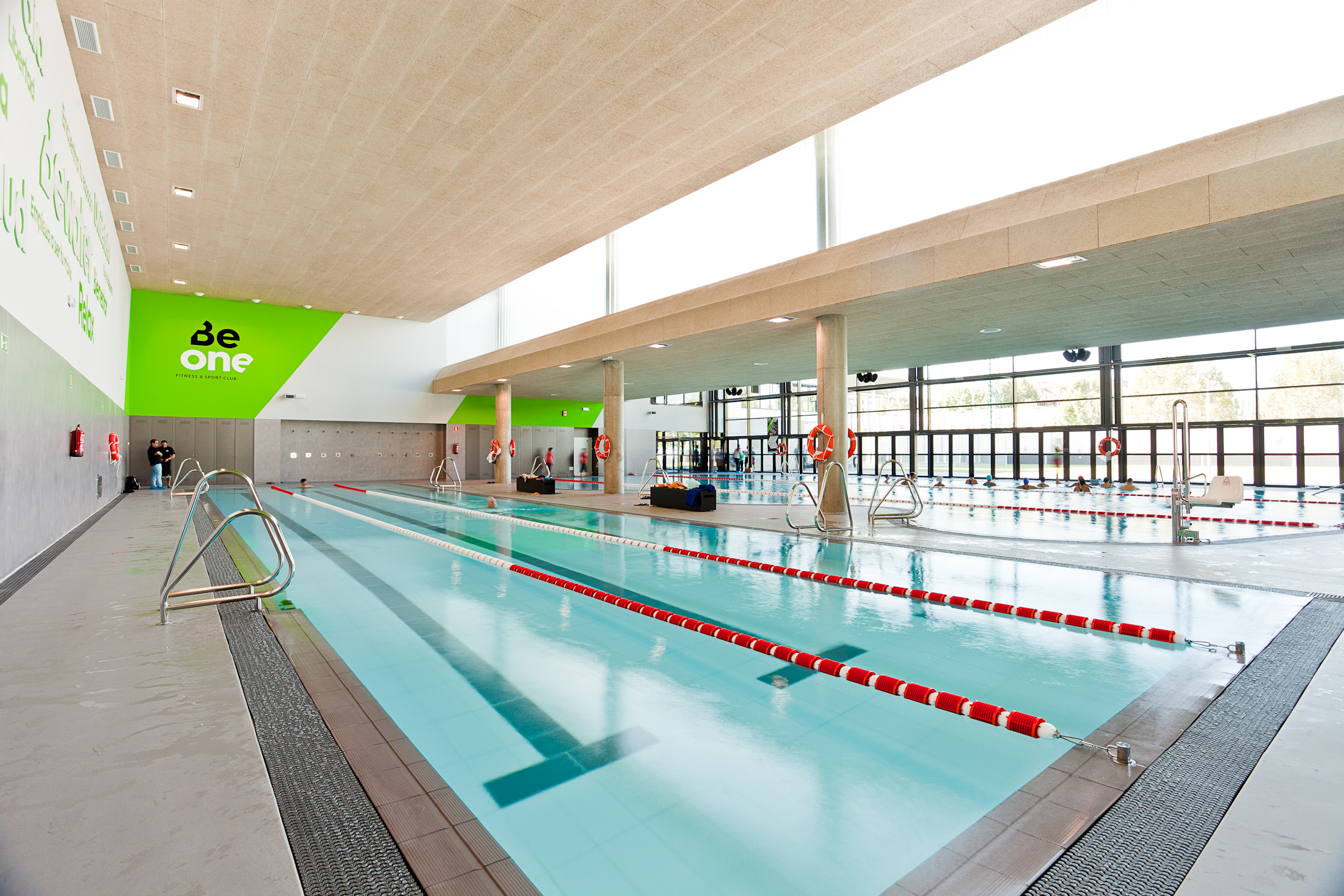
Piscina de BeOne Granada. Primer centro deportivo de la marca BeOne inaugurado en 2014.

En 2014 se produce el lanzamiento de la nueva marca corporativa: BeOne Fitness & Sport. En 2017 adquiere la empresa de gestión deportiva Aquafit, haciéndose ya con la gestión de 35 centros deportivos repartidos por toda España. 
En este periodo se aprueba también el nuevo plan de expansión del Grupo, logrando la entrada de nuevos accionistas.

### 2019-Actualidad

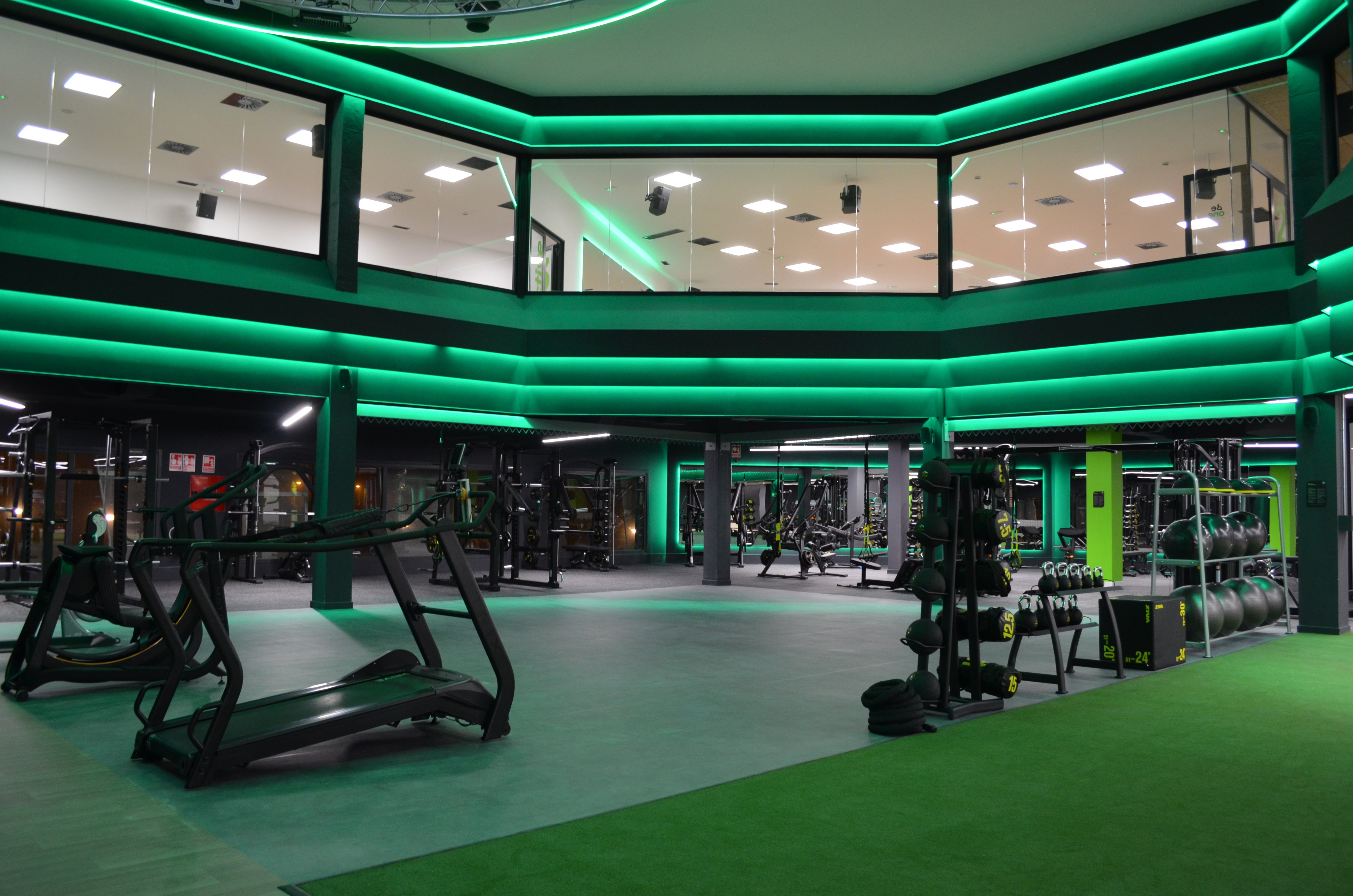
Sala fitness del centro deportivo BeOne Lugo inaugurado en 2022.

En enero de 2022 se inauguró al centro de BeOne Lugo, el primero de la ciudad y el segundo de la provincia.
Hoy en día BeOne Serviocio cuenta con 35 centros: 32 de concesión administrativa y 3 de gestión privada: Lugo, Monterreal y Granada.